# Nombres de los colores
Los nombres de los colores son las palabras o frases que refieren a colores concretos.  El nombre de un color puede referir a la percepción humana de aquel color, el cual está afectado por contexto visual, o a una propiedad física subyacente (como una longitud de onda concreta de luz visible).  También existen sistemas numéricos de especificación de color, referido a tan espacios de color.

## En las lenguas naturales
Los nombres monolexémicos de colores están compuestas de lexemas individuales, o palabras de raíz, como "rojo", "amarillo", o "azul".  Los nombres compuestos hacen uso de adjetivos (p. ej. "verde claro", "azul eléctrico") o conjugan los nombres básicos (p. ej. "azul verdoso").

### Dimensiones de color
Hay muchas dimensiones diferentes en las cuales varía el color. Por ejemplo, el tono (tonalidades de rojo, naranja, amarillo, verde, azul, y morado), la saturación ("vivo" vs. "pálido"), y el brillo o la intensidad conforman el modelo de color HSL.  El adjetivo "fluorescente" en español hace referencia a un brillo alto con una fuerte saturación del color; mientras que "pastel" se refiere a los colores brillantes de baja saturación.

### Diferencias culturales
Las diversas culturas tienen diferentes nombres para los colores, y también pueden asignar algunos nombres a rangos ligeramente diferentes del espacio de color humano: por ejemplo, el significado del carácter chino 青 (pronunciado qīng en mandarín y ao en japonés) tiene significandos que abarcan tanto al verde como al azul, tradicionalmente considerados como sombras de "青." En términos más recientes,  son 藍 (lán, en mandarín) y 綠 (lǜ, en mandarín) respectivamente. El japonés también tiene dos nombres que refieren específicamente al verde, 緑 (midori), derivado del verbo descriptivo japonés clásico midori "florecer" en referencia a árboles, y グリーン (guriin), el cual es un derivado de la palabra neerlandesa "groen"). Aun así, en Japón, a pesar de que los semáforos tienen los mismos colores que en otros países, la luz verde está descrita utilizando la misma palabra en cuanto a azul, aoi, porque el verde está considerado una sombra de aoi; de modo parecido, variantes verdes de vegetales y frutas seguros como las manzanas verdes o el shiso verde, en oposición a las manzanas rojas y al shiso rojo) son descritos con la palabra aoi.

### Nombres de colores básicos
Brent Berlín y Paul Kay, en su estudio clásico de terminología del color de 1969, propusieron que estas diferencias pueden ser organizadas a una jerarquía coherente, y que hay un número limitado del color "términos de colores básicos" universales, los cuales han sido empleadas por culturas individuales en un orden relativamente fijo. Berlín y Kay basaron su análisis en una comparación de palabras de color en 20 lenguas de alrededor del mundo. Para ser considerado un nombre de color básico, las palabras tuvieron que ser monolexémicas ("verde", mas no "verde claro" o "verde agua"), de alta frecuencia, y de acuerdo a los hablantes de aquella lengua.
Su análisis mostró que en una cultura con dos únicos términos; estos corresponderían aproximadamente a los significados de "oscuro" (incluyendo al negro, a los colores oscuros y colores fríos como el azul) y "brillantes" (incluyendo el blanco, los colores claros y colores cálidos como el rojo). Todas las lenguas con tres plazos de colores habrían añadido a esta distinción el rojo. Así, los tres colores más básicos son negros, blanco, y rojo. LA terminología incrementa en un orden fijo durante la evolución de una lengua: en primer lugar, verde o amarillo; porsteriormente el otro; y finalmente el azul. Todas las lenguas que distinguen seis colores poseen nombres para negro, blanco, rojo, verde, amarillo y azul. Estos colores corresponden a la sensibilidad de las células ganglionares de la retina, lo cual lleva a Berlín y Kay a sostener que la terminología de los colores no es un mero fenómeno cultural, sino que tiene una base biológica; esto es, el lenguaje es modelado por la percepción. Un estudio de 2012 sugirió que el origen de esta jerarquía puede ser ligado a la visión humana y que el orden temporal en el que estos términos son aceptados en una comunidad lingüística empata perfectamente con la sucesión pronosticado por la jerarquía.
En lo que las lenguas continúan su desarro, adoptan luego un nombre para marrón; y luego los nombres para el naranja, el rosa, el púrpura, el gris o todos ellos, en cualquier orden. Finalmente, aparece un término relativo de claridad como en verde claro y verde oscuro.
Las sucesiones evolutivas, hasta 1999, se aceptaba como a continuación. Ochenta por ciento de las lenguas muestreadas se hallaban en la parte central.
| I                                                                      | II                                     | III                                           | IV                                              | V                                                 |
| ---------------------------------------------------------------------- | -------------------------------------- | --------------------------------------------- | ----------------------------------------------- | ------------------------------------------------- |
| - Claro–cálido (blanco/amarillo/rojo) - Oscuro–frío (negro/azul/verde) | - Blanco - Rojo/amarillo - Oscuro–frío | - Blanco - Rojo - Amarillo - Negro/azul/verde | - Blanco - Rojo - Amarillo - Verde - Negro/azul | - Blanco - Rojo - Amarillo - Verde - Azul - Negro |
| - Claro–cálido (blanco/amarillo/rojo) - Oscuro–frío (negro/azul/verde) | - Blanco - Rojo/amarillo - Oscuro–frío | - Blanco - Rojo/amarillo - Verde/azul - Negro | - Blanco - Rojo - Amarillo - Verde/azul - Negro | - Blanco - Rojo - Amarillo - Verde - Azul - Negro |
| - Claro–cálido (blanco/amarillo/rojo) - Oscuro–frío (negro/azul/verde) | - Blanco - Rojo/amarillo - Oscuro–frío | - Blanco - Rojo - Amarillo/verde/azul - Negro | - Blanco - Rojo - Amarillo - Verde/azul - Negro | - Blanco - Rojo - Amarillo - Verde - Azul - Negro |